# Östra Göinge kommun
Östra Göinge kommun är en kommun i Skåne län. Centralort är Broby.
Majoriteten av området som utgör kommunen är täckt med skog. Primärt består dess berggrund av gnejs och granit med inslag av diabas. Den svarta diabasen har gett upphov till en livaktig stenindustri. Men även i övrigt är en stor andel av näringslivet relaterade till de areella näringarna. 
Från det att kommunen bildades och fram till mitten på 1990-talet var folkmängden stabil. Därefter följde cirka 20 år av minskande befolkningsunderlag. Sedan början av 2010-talet är trenden åter positiv. Sedan åtminstone 2010 har kommunpolitiken dominerats av de borgerliga partierna.

## Administrativ historik
Kommunens område motsvarar socknarna Emmislöv, Glimåkra, Gryt, Hjärsås, Knislinge, Kviinge och Östra Broby, alla i Östra Göinge härad. I dessa socknar bildades vid kommunreformen 1862 landskommuner med motsvarande namn.
Broby municipalsamhälle inrättades 27 januari 1911 och upplöstes vid utgången av 1958. Glimåkra municipalsamhälle inrättades 24 november 1926 och upplöstes vid utgången av 1959. Knislinge municipalsamhälle inrättades 27 november 1931 och upplöstes vid utgången av 1957.
Vid kommunreformen 1952 bildades "storkommunerna" Broby (av de tidigare kommunerna Emmislöv och Östra Broby) och Knislinge (av Gryt, Knislinge och Kviinge) medan Glimåkra landskommun och Hjärsås landskommun förblev oförändrade.
Vid kommunreformen 1971 bildades Broby, Glimåkra, Hjärsås och Knislinge kommuner genom ombildning av motsvarande landskommuner. 1974 bildades Östra Göinge kommun genom sammanläggning av dessa fyra kommuner.
Kommunen ingår sedan bildandet i Kristianstads tingsrätts domsaga.

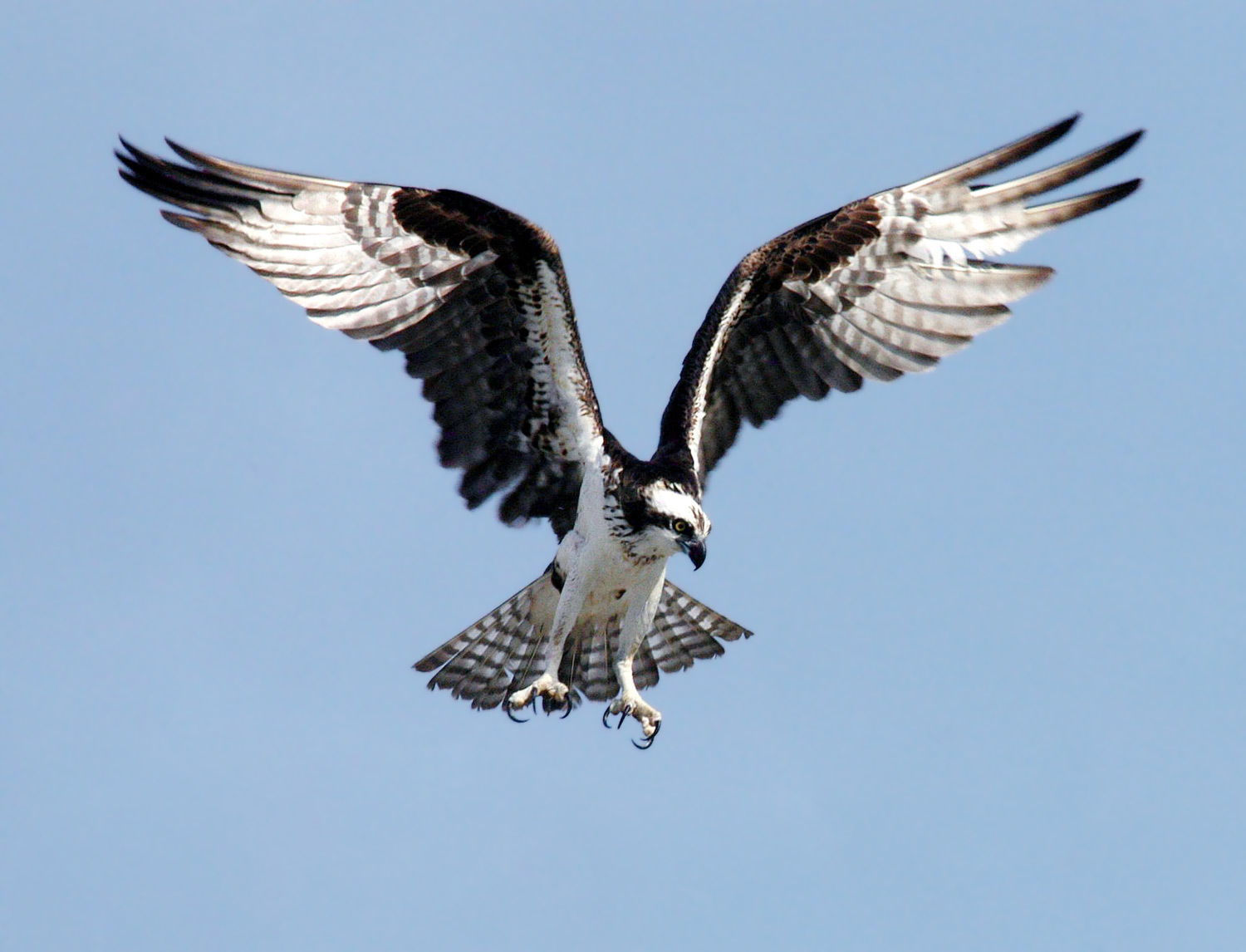
Fiskgjusen är Östra Göinges kommunfågel.

## Geografi
Kommunen gränsar till kommunerna Kristianstad i söder och sydost, Hässleholm i väster samt Osby i norr.

### Topografi och hydrografi
I gränstrakterna mellan Kristianstadsslätten och norra Skånes skogsbygd ligger Östra Göinge kommun. Primärt består dess berggrund av gnejs och granit med inslag av diabas. Norra delen är täckt med morän och klädd med granskog med inslag av lövskog, myrar och betesmarker.
Ett sprickdalslandskap med den fjordliknande sjön Immeln finns i kommunens östra del. Ekeshultsån förser sjön Immeln med ungefär hälften av vattnet, men ån dras med problem med bland annat försurning och övergödning vilket också ställt till med problem för sjön. Sjön och dess sjösystem är ett av Skånes viktigaste häckningsområde för fiskgjuse och storlom.  I söder är berggrunden istället täckt av finkorniga sediment med inslag av isälvsavlagringar. Där finns också stora uppodlade områden och lövskogar av främst bok. Genom sydvästra delen rinner Helge å som omges av bland annat betes- och slåttermark.
Vid sjöarna Rolstorpssjön och Tydingen finns badplatser.
Nedan presenteras andelen av den totala ytan 2020 i kommunen jämfört med riket.
|  | Bebyggelse (6,3 %) |

|  | Skog (72,2 %) |

|  | Öppen myrmark (0,8 %) |

|  | Jordbruksmark (18,5 %) |

|  | Övrig mark (2,1 %) |

|  | Bebyggelse (3,1 %) |

|  | Skog (68,0 %) |

|  | Öppen myrmark (7,2 %) |

|  | Jordbruksmark (7,4 %) |

|  | Övrig mark (14,3 %) |

### Naturskydd
År 2022 fanns sex naturreservat i Östra Göinge kommun som förvaltas av Länsstyrelsen i Skåne län. I Wanås naturreservat finns omkring 1 100 grova träd, däribland Snapphaneeken med en omkrets på 7,5 meter och miljöer som är trivsamma för minst 45 rödlistade arter däribland läderbagge, kardinalfärgad rödrock och bokoxe. De tre naturreservaten Dalshult, Sporrakulla och Grävlingabackarna ger tillsammans en bild av hur de skånska markerna har nyttjats i hundratals år fram tills början av 1900-talet.

### Administrativ indelning
Fram till 2016 var kommunen för befolkningsrapportering indelad i fem församlingar – Broby-Emmislöv, Glimåkra, Hjärsås, Knislinge-Gryt och Kviinge.

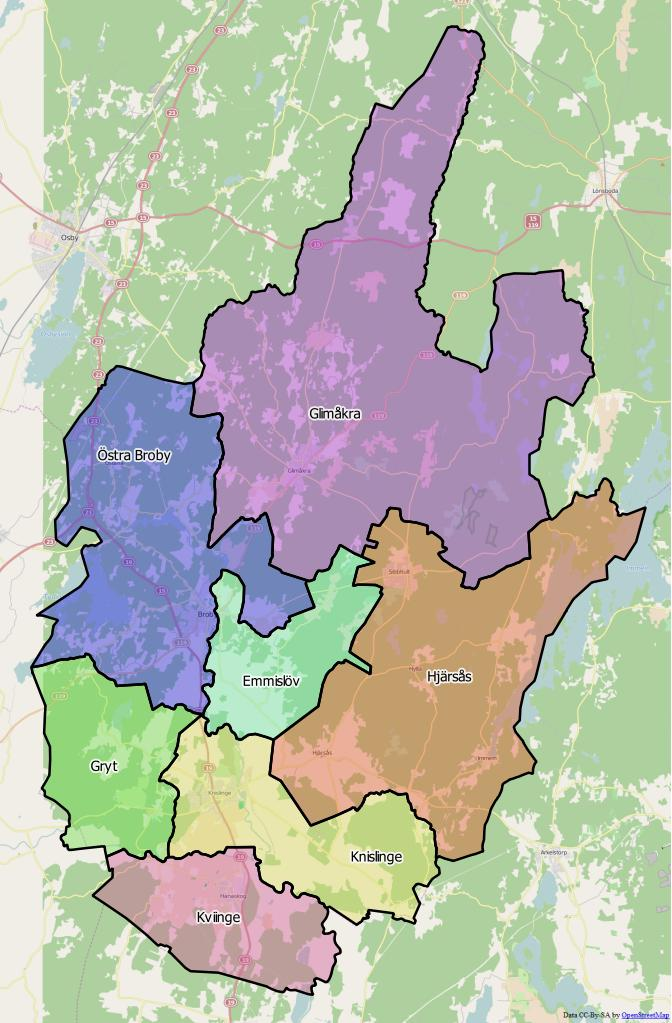
Distrikt (socknar) inom Östra Göinge kommun

Från 2016 indelas kommunen istället i sju  distrikt, vilka motsvarar de tidigare socknarna. Dessa är Emmislöv, Glimåkra, Gryt, Hjärsås, Knislinge, Kviinge och Östra Broby.

### Tätorter
Det finns sju tätorter i Östra Göinge kommun. Centralorten är i fet stil.
I tabellen presenteras tätorterna i storleksordning efter befolkning 2015.
| Nr |
| -- |
| 1  |
| 2  |
| 3  |
| 4  |
| 5  |
| 6  |
| 7  |

| Tätort    | Befolkning |
| --------- | ---------- |
| Knislinge | 3 144      |
| Broby     | 3 104      |
| Glimåkra  | 1 466      |
| Sibbhult  | 1 431      |
| Hanaskog  | 1 385      |
| Immeln    | 298        |
| Hjärsås   | 216        |

## Styre och politik

### Styre
Mandatperioden 2010–2014 styrdes kommunen av Alliansen i koalition med Miljöpartiet. Tillsammans samlade partierna 16 av 31 mandat i kommunfullmäktige. Samma koalition behöll makten efter valet 2014, dock i minoritet. Inför valet 2018 meddelade de fem partierna att de hade för avsikt att fortsätta styra tillsammans. Planen gick dock i graven eftersom både Liberalerna och Miljöpartiet åkte ur kommunfullmäktige i valet. De kvarvarande partierna i koalitionen, Moderaterna, Centerpartiet och Kristdemokraterna, samlade dock till egen majoritet och stannade därför kvar vid makten. Partierna behöll makten även efter valet 2022.

### Kommunfullmäktige

#### Presidium
| Presidium 2022–2026    | Presidium 2022–2026 | Presidium 2022–2026  |
| ---------------------- | ------------------- | -------------------- |
| Ordförande             | M                   | Erling Emsfors       |
| Förste vice ordförande | M                   | Andréas Söderlund    |
| Andre vice ordförande  | S                   | Lars-Stellan Jönsson |

Källa:

#### Mandatfördelning 1973–2022
|  | 22 | 10 | 3 |  | 4 |

| 35 | 6 |

|  | 22 | 9 | 4 |  | 4 |

| 32 | 9 |

|  | 22 | 7 | 4 |  | 6 |

| 31 | 10 |

|  | 24 | 7 | 2 |  | 6 |

| 31 | 10 |

|  | 23 | 6 | 4 |  | 6 |

| 28 | 13 |

|  | 23 | 2 | 5 | 4 |  | 5 |

| 30 | 11 |

|  | 20 |  |  | 5 | 3 | 3 | 7 |

| 30 | 11 |

| 2 | 23 | 2 | 4 | 2 | 2 | 6 |

| 25 | 16 |

| 4 | 20 | 2 | 3 |  | 4 | 7 |

| 23 | 18 |

| 3 | 19 | 2 | 5 | 3 | 3 | 6 |

| 26 | 15 |

|  | 14 |  | 2 | 3 | 2 | 2 | 6 |

| 24 | 7 |

|  | 11 |  | 3 | 2 | 3 | 2 | 8 |

| 19 | 12 |

|  | 11 |  | 6 | 2 |  |  | 8 |

| 20 | 11 |

|  | 7 |  | 5 | 2 |  | 14 |

| 19 | 12 |

|  | 6 | 7 |  |  | 15 |

| 19 | 12 |

### Nämnder

#### Kommunstyrelse
| Presidium 2022–2026    | Presidium 2022–2026 | Presidium 2022–2026      |
| ---------------------- | ------------------- | ------------------------ |
| Ordförande             | M                   | Patric Åberg             |
| Förste vice ordförande | M                   | Daniel Jönsson Lyckestam |
| Andre vice ordförande  | SD                  | Göte Färm                |

Källa:

## Ekonomi och infrastruktur

### Näringsliv
I början av 2020-talet var näringslivet differentierat med viss slagsida åt  tillverkningsindustrin. Branscherna är många men en stor andel knyter an till de traditionellt  viktiga areella näringarna. Bland industriföretag kan nämnas Sibbhultsverken AB, Haki AB och Tarkett AB. Den svarta diabasen har gett upphov till en livaktig stenindustri.

#### Industri
Göinge är känt för brytning av diabas, ibland kallad "svart granit", vilken uppträder i Göingetrakten i en mycket tät och finkornig variant, vars skönhet gör den eftertraktad. Riksbankshusets fasad är klätt i diabas från Östra Göinge. Diabasen är inte bara efterfrågad i Sverige, utan exporteras över hela världen,

### Infrastruktur

#### Transporter
Riksväg 19 korsar kommunen från söder till väster. Kommunen genomkorsas även av länsväg 119. Den tidigare militära flygbasen Knislinge flygbas avvecklades 2000.

#### Utbildning
Enligt uppgifter från år 2022 fanns åtta grundskolor i kommunen varav en, montessoriskolan, var fristående. Det var också den enda skolan med sammanhängande skolgång från Förskoleklass till årskurs nio. Introduktionsprogrammen till gymnasiet finns vid Göinge Utbildningscenter och nationella program studeras i grannkommunerna.

## Befolkning

### Demografi

#### Befolkningsutveckling
Kommunen har 13 978 invånare (31 december 2024), vilket placerar den på 167:e plats avseende folkmängd bland Sveriges kommuner.
| Befolkningsutvecklingen i Östra Göinge kommun 1970–2020 | Befolkningsutvecklingen i Östra Göinge kommun 1970–2020 | Befolkningsutvecklingen i Östra Göinge kommun 1970–2020 | Befolkningsutvecklingen i Östra Göinge kommun 1970–2020 | Befolkningsutvecklingen i Östra Göinge kommun 1970–2020 |
| --- | ------------------------------------------------------- | ------------------------------------------------------- | ------------------------------------------------------- | ------------------------------------------------------- |
| |                                                         |                                                         |                                                         |                                                         |
| År |                                                         |                                                         | Folkmängd                                               |                                                         |
| 1970 | 1970                                                    |                                                         | 14 543                                                  |                                                         |
| 1975 | 1975                                                    |                                                         | 14 942                                                  |                                                         |
| 1980 | 1980                                                    |                                                         | 15 424                                                  |                                                         |
| 1985 | 1985                                                    |                                                         | 14 879                                                  |                                                         |
| 1990 | 1990                                                    |                                                         | 15 082                                                  |                                                         |
| 1995 | 1995                                                    |                                                         | 15 061                                                  |                                                         |
| 2000 | 2000                                                    |                                                         | 14 215                                                  |                                                         |
| 2005 | 2005                                                    |                                                         | 13 991                                                  |                                                         |
| 2010 | 2010                                                    |                                                         | 13 590                                                  |                                                         |
| 2015 | 2015                                                    |                                                         | 14 102                                                  |                                                         |
| 2020 | 2020                                                    |                                                         | 15 017                                                  |                                                         |
| Anm: Uppgifterna avser förhållandena den 31 december enligt den kommunala indelningen den 1 januari året efter. Östra Göinge kommun bildades den 1 januari 1974. Siffran för 1970 avser dess ingående områdens befolkning det året. |                                                         |                                                         |                                                         |                                                         |

#### Statistik
Den 31 december 2016 fördelades Östra Göinge kommuns befolkning på följande sätt med avseende på civilstånd:
| Civilstånd       | Antal | Andel   |
| ---------------- | ----- | ------- |
| 31 december 2016 |       |         |
| Ogifta           | 7 108 | 49,34 % |
| Gifta            | 5 247 | 36,42 % |
| Skilda           | 1 297 | 9,00 %  |
| Änkor/änklingar  | 754   | 5,24 %  |

Den 31 december 2016 fördelades Östra Göinge kommuns befolkning på följande sätt med avseende på kön:
- Män: 7 464; 51,81 %.
- Kvinnor: 6 942; 48,19 %.

Åldersfördelningen i Östra Göinge kommun enligt siffror från Statistiska centralbyrån avseende förhållandena den 31 december 2016:
| Ålder            | Antal | Andel   |
| ---------------- | ----- | ------- |
| 31 december 2016 |       |         |
| 0–14 år          | 2 549 | 17,69 % |
| 15–24 år         | 1 716 | 11,91 % |
| 25–54 år         | 5 224 | 36,26 % |
| 55–64 år         | 1 699 | 11,79 % |
| 65+ år           | 3 218 | 22,34 % |

#### Utländsk bakgrund
Den 31 december 2015 utgjorde antalet invånare med utländsk bakgrund (utrikes födda personer samt inrikes födda med två utrikes födda föräldrar) 2 396, eller 16,99 % av befolkningen (hela befolkningen: 14 102 den 31 december 2015). Den 31 december 2002 utgjorde antalet invånare med utländsk bakgrund enligt samma definition 1 133, eller 8,04 % av befolkningen (hela befolkningen: 14 087 den 31 december 2002).
| Bakgrund den 31 december 2015                 | Antal  | Andel   | Varav män | Kvinnor |
| --------------------------------------------- | ------ | ------- | --------- | ------- |
| Utrikes födda                                 | 2 108  | 14,95 % | 1 136     | 972     |
| Inrikes födda med två utrikes födda föräldrar | 277    | 2,04 %  | 139       | 149     |
| Inrikes födda med en inrikes född förälder    | 768    | 5,45 %  | 398       | 370     |
| Inrikes födda med två inrikes födda föräldrar | 10 938 | 77,56 % | 5 581     | 5 357   |

#### Invånare efter de vanligaste födelseländerna
Denna tabell redovisar födelseland för Östra Göinge kommuns invånare enligt den statistik som finns tillgänglig från Statistiska centralbyrån (SCB). SCB redovisar endast födelseland för de fem nordiska länderna samt de 12 länder med flest antal utrikes födda i hela riket. En person som inte kommer från något av de här 17 länderna har istället av SCB förts till den världsdel som födelselandet tillhör. Personer födda i Sovjetunionen samt de personer med okänt födelseland är också medtagna i statistiken.
| Födelseland      | Födelseland                       | Födelseland |
| ---------------- | --------------------------------- | ----------- |
| 31 december 2016 |                                   |             |
| 1                | Sverige                           | 11 892      |
| 2                | Syrien                            | 945         |
| 3                | Europeiska unionen: Övriga länder | 214         |
| 4                | Asien: Övriga länder              | 189         |
| 5                | Eritrea                           | 142         |
| 6                | Danmark                           | 137         |
| 7                | Polen                             | 136         |
| 8                | Finland                           | 121         |
| 9                | Thailand                          | 73          |
| 10               | Afghanistan                       | 68          |
| 10               | Afrika: Övriga länder             | 68          |
| 12               | Irak                              | 67          |
| 13               | Tyskland                          | 65          |
| 14               | Bosnien och Hercegovina           | 60          |
| 15               | / SFR Jugoslavien/FR Jugoslavien  | 49          |
| 16               | Europa utom EU: Övriga länder     | 48          |
| 17               | Sydamerika                        | 28          |
| 18               | Nordamerika                       | 27          |
| 19               | Iran                              | 24          |
| 20               | Norge                             | 23          |
| 21               | Somalia                           | 9           |
| 22               | Turkiet                           | 8           |
| 23               | Island                            | 6           |
| 24               | Okänt födelseland                 | 5           |
| 25               | Oceanien                          | 2           |
| 26               | Sovjetunionen                     | 0           |

## Kultur

### Kulturarv
Området har en lång tradition av timmerbyggande vilket gestaltas i kulturmiljön Ballingstorpsgården. Huset uppfördes troligen  under 1600-talet och är ett då kallat högloftshus. Även i närheten av Helge å ligger flera kulturarv, som exempel kan nämnas Odersberga herrgård, Hanaskogs sätesgård och fornlämningar I form av resta stenar.

### Kommunvapen
Blasonering: Sköld delad av silver, vari två korslagda, gröna palmkvistar, och av grönt, vari två korslagda hackor av silver.
Efter kommunbildningen fanns två vapen i området, ett för den tidigare kommunen Glimåkra och ett för häradet. Av dessa skapades kommunvapnet, genom palmkvistarna från häradssigillet och hackorna från Glimåkras vapen. Det registrerades hos PRV år 1975.

Östra Göinge härad (1951–)
Glimåkra landskommun (1968–1970) Glimåkra kommun (1971–1973)